# Pyreneje

Mapa

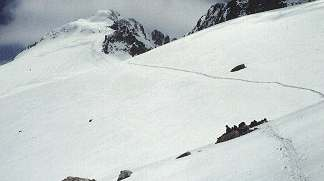
Ledovec pod Pico de Aneto

Pyreneje (španělsky Pirineos; francouzsky: Pyrénées; katalánsky Pirineus), evropské pohoří oddělující od zbytku Evropy Pyrenejský poloostrov, tvoří přirozenou hranici mezi Španělskem a Francií; v jednom z horských údolí se nalézá stát Andorra. Jedná se o třetihorní pásemné pohoří se sněžnou čárou ve výšce 2 500–2 900 m n. m. Vzniklo alpínsko-himálajským vrásněním s nejvýraznějším zdvihem před 38 milióny let na přelomu eocénu a oligocénu. Tento horský val se táhne v délce zhruba 435 kilometrů a na jeho území se nacházejí tři národní parky.
Ve střední části dosahují Pyreneje šířky až 140 kilometrů. Hory nemají souvislý a zřetelný hlavní hřeben, jedná se spíše o větší množství horských masivů, které jsou často příčně orientovány proti směru Pyrenejí. Údolí jsou úzká, takže se v nich nevyskytují větší městská sídla. Po severní straně pohoří se táhne výrazný Pyrenejský zlom a odděluje od hor několik menších masivů.
Podle Pyrenejí je pojmenováno pohoří Montes Pyrenaeus na přivrácené straně Měsíce.

## Geologické složení
Geologické složení je velmi různorodé – v centrálních částech vystupuje hercynské (prvohorní) krystalinikum a v něm tři vzájemně odlišené jednotky. Spodní jednotka klasické usazeniny je vystřídána břidlicemi, vápenci a vápnitými pískovci. Zvláštní jednotkou jsou kyselé ruly a granodiority. K tomuto jádru se zvnějšku přimykají mocné vrstvy usazenin, pocházející z relativně mladších podmořských pánví. Vápencové vrstvy jsou silně zkrasovatělé a stávají se ideálním terénem pro horolezce, speleology a turisty. Činnost ledovců za sebou zanechala mnoho doslova roztrhaných oblastí s řadou jezer (např. národní park Aigües Tortes i Sant Maurici). Přítomnost četných termálních pramenů také souvisí s geologickým podložím (oblast Eaux-Bonnes).

## Ledovce
Pohoří Pyreneje bylo tvarováno řekami a ledovci. Je známa takřka stovka ledovců, část z nich jsou ovšem spíše sněhová či firnová pole. Největší a nejznámější je ledovec Aneto v masivu Pico de Aneto, jenž má délku 2 km a šířku 1 600 metrů. Mocnost se pohybuje kolem 50 metrů. V okolí Pico de Aneto je ještě několik dalších ledovců (Barrancos, Coronas na jihu, ledovec Aneto, Tempestades, Maladeta, Salenca aj.). V období doby ledové byly v Pyrenejích mnohem mocnější a větší ledovce, které zde vytvořily dnešní údolí většinou ve tvaru U (trogy). Mezi známé kary, jež zakončují tato údolí, patří monumentální Cirque de Gavarnie, Cirque de Troumouse a Cirque de Gourette na severovýchodě pohoří, dosahující šíře až 3 km. V době ledové sestupovaly ledovce na severu až k hranici kolem 500 m n. m., na jihu potom k 1 000 m n. m.
Během uplynulých sta let přišly pyrenejské ledovce o 90 procent ledu. Na přelomu 19. a 20. století zabíraly území o velikosti 3300 hektarů, dnes (2009) se podle studie, kterou v Madridu zveřejnilo španělské ministerstvo životního prostředí, rozkládají na pouhých 390 hektarech. Na španělské straně Pyrenejí mají ledovce rozlohu jen 206 hektarů. Podle téže zprávy už za několik desítek let nebude v Pyrenejích ani jediný ledovec.

## Podnebí
Pyreneje jsou rozlehlé pohoří, a ač nejsou široké, mají své mikroklima. Výrazný vzestup teplot je zaznamenáván pouze v létě. Jižní slunce je zde v létě patřičně cítit. I ve výškách kolem 3 000 m teplota často neklesá pod 20 °C. Naopak v noci v takovýchto výškách klesá teplota pod bod mrazu. Sníh obvykle napadne v listopadu. I v létě se může ve vysokých polohách objevit sněhová přeháňka. Zimy v Pyrenejích většinou končí v květnu i když sníh někdy ve vysokých polohách či stinných místech leží až do konce června. Počasí je nejstálejší v srpnu a září. V Pyrenejích je průměrný roční úhrn srážek 1 500 mm, přičemž francouzská strana je srážkově bohatší než španělská; úhrn srážek klesá též směrem od západu k východu.

## Přírodní podmínky
Vegetační stupňovitost v Pyrenejích odpovídá jiným jihoevropským pohořím. V nižších polohách na úpatí se rozkládají stálezelené tvrdolisté doubravy s dubem cesmínovitým a korkovým, které jsou výše vystřídány opadavými teplomilnými doubravami, případně suchými bory. V horském stupni jsou jedlobučiny s bukem lesním a jedlí bělokorou, v kotlinách typicky roste borovice pyrenejská. Areál smrku ztepilého do Pyrenejí nezasahuje, smrčiny zde tedy chybějí. Nad hranicí lesa jsou alpínské louky.

## Členění
- Západní Pyreneje

Na východ od průsmyku Roncesvalles se nachází krasová oblast s jedinečnou přírodou (vzácné biotopy). Ze středu vápencových plošin vyrůstají vrcholy jako je Pic d´Anie (2 504 m) na konci údolích jako je Roncal, Ansó, Hecho a Belagua. Je zde celá řada jeskynních systémů či propastí. Nejhlubší z nich je jeskyně Lepineux-San Martín (hloubka 1 342 m, délka 46,2 km). Ta je druhou nejhlubší jeskyní na světa hned po Jean Bernard (hloubka 1 435 m) ve Francouzských Alpách. Do západní části Pyrenejí je přístup nejlepší.
- Panticosa – Formigal

Tato skupina je nezápadnější oblastí Centrálních Pyrenejí a rozkládá se mezi údolím Valle Ara a sedlem Portalet. Objevují se zde, především v hlavním hřebeni, vrcholy vyšší 3000 m (Balaitous – 3 144 m, Gran Facha – 3005 m). Na sever od sedla Portalet se nalézá (již ve Francii) pro horolezce zajímavý vrchol Pic du Midi d´Ossau (2 884 m). Nejlepší dostupnost této části Pyrenejí je z francouzské strany město Candanchu a sedla Somport či Portalet. Od jihu jsou opěrnými body města Sabiñánigo, lázní Paticosa nebo obec Jaca.
- Vignemale

Mezi národním parkem Ordesa y Monte Perdido a Panticosou leží masiv Vignemale. vrchol Vignemale (3 298 m), jiným názvem Longue, je nejvyšším štítem oblasti a obklopuje ho mohutný ledovec. Na vrchol Vignemalle lze vylézt jak po snadných cestách, tak i obtížnými horolezeckými výstupy ve skále i ledu. Masiv je obzvláště vhodný pro provozování skialpinismu.
- Valle de Ordesa

Kaňon ledovcového původu o délce 15 km, šířce až 3 km a se stěnami až 800 metrů vysokými se nachází v národním parku Ordesa y Monte Perdido. Jeho průměrná výška je 1 300 m. Celá oblast je plná krasových jevů jako jsou četné závrty, jeskyně (těch je tu přibližně 35) a propastí. Proto je také předmětem zájmu speleologů. Oblast je vhodná pro nenáročnou turistiku plnou krásných výhledů. Výstup od parkoviště, cestou v ústí kaňonu Ordesa, přes chatu Refugio Goriz na nejvyšší vrchol masivu, Monte Perdido (3 355 m), je možné provést za jeden den.
- Bachimala

Zde se ukazuje mírnější tvář Pyrenejí. Oblast Bachimala leží mezi údolím Bielsa a srázy skupiny Pico de Posets. Podoba hor je spíše ve formě oblých hřebenů, lesů a zelených luk, sotva vystupujících nad 3 000 m. Nejvyšší vrchol masivu je Pico de Bachimala (3 174 m), na který se dá vyjít od horské chaty Refugia de Viadós.
- Posets

Vrchol Pico de Posets (3 375 m) je druhý nejvyšší v Pyrenejích. Pohled na něj je impozantní. Převyšuje blízké údolí Valle de Benasque o 2 200 m. To ho také odděluje od sousedního masivu Pico de Aneto ležícího více na východ. Pico de Posetes se dá označit jako prototyp pyrenejského obra a nemá v celých horách žádnou konkurenci. Výstup k vrcholu se dá zvládnout ze tří stran: z údolí Valle de Eriste (jihovýchod), z údolí Valle de Estós (severovýchod) a údolím Cinqueta de Anes Cruces (severozápad).
- Pico de Aneto – Maladeta

V  masivu Maladeta zvaném střecha Pyrenejí nalezneme nejvyšší pyrenejský vrchol Pico de Aneto (3 404 m), jenž je obklopen několika ledovci. Klasický „normální“ výstup na vrchol je od severu z chaty Refugia Renclusa.
- Besiberri

Skupinu Besiberri tvoří hřeben třítisícových vrcholů, který oddělují hluboká údolí Noguera, Ribagorzana a Noguera de Tor. Nachází se zde chata Refugio de Besiberri (2 760 m), která je nejvýše položenou v Pyrenejích. Na nejvyšší vrchol masivu Besiberri Sur (3 030 m) vede jedna cesta od západu a prochází údolím Valle de Besiberri a druhá od jihu z obce Caldes de Bohí.
- Punta Alta

Na sever masivu Aigues Tortes se zvedá erozí postihlý hřeben Punta Alta. Jelikož je relativně osamocený jsou z něj výborné výhledy na skupinu Besiberri a jezerní park Parque Natural de Aigües Tortes i Sant Maurici. Výchozím místem při výstupu na Punta Alta (3 014 m) je obec Estany Cavallers.
- Montardo

Nefrekventovanější a jednou z nejpopulárnějších hor patří vrchol Montardo, který ovšem není nejvyšším kopcem stejnojmenného masivu. Výstup je lehký a v zimě považovaný za klasickou skialpinistickou túru. Nejčastější výstupová trasa na vrchol Montardo (2 830 m) vede od západu z chaty Refugio Restanca.
- Národní park Aigüestortes i Estany de Sant Maurici

Národní park Aigüestortes i Estany de Sant Maurici je jednou z nejvyhledávanějších a nejatraktivnějších oblastí Pyrenejí. Nalézá se mezi údolími Noguera de Tort a Noguera Pallaresa v oblasti Katalánských Pyrenejí. Národní park Sant Maurici tvoří seskupení největších ledovcových jezer položených na náhorní rovině ve výšce od 1 500 – 2 000 m. Jezer se zde nachází na 50. Štíty kolem tohoto přírodního úkazu dosahují výšek nad 3 000 m. Mezi nejznámější a nejoblíbenější patří legendární jezero Sant Maurici nebo Estany Llong s délkou až 1 km. Jezero Contraig (2 570 m) je nejvýše položeným. Další méně významná, ale stále okouzlující jsou např. jezera Moncasau, Tort, Lladrés, Negre, Trescurro a jiná.
- Pica d'Estats

Poslední třítisícovky vrcholy na východě Pyrenejí se nacházejí ve skupině vrcholu Pica d'Estats (3 143 m). Tento horský masiv je relativně daleko od ostatních skupin a nachází se nad údolími Tavascanu, Ferrera a Lladore. Tento kout Pyrenejí má pověst tichých a zapomenutých hor, právě díky své odloučenosti.
- Andorra

Andorra je stát ležící v nitru Pyrenejí mezi hranicemi Francie a Španělska. V jejím středu vedou dvě velká údolí Valira del Nord a Valira del Orient (průměrná výška 1 200 m). Oblast je ze všech stran obklopeno ostrými a sráznými štíty s výškou od 2 500 do 3 000 m. Většinu oblasti odvodňuje řeka Valira, která teče hlavním údolím Gran Valira a dále jižně do Španělska, kde se spojuje s řekou Segre a vytvářejí tak levý přítok velké řeky Ebro. Silničním sedlem Puerto de Envalira (2 400 m) vede silnice spojující Andorru s Francií. Jedná se o nejvýše položený silniční průsmyk v Pyrenejích. Silniční sedlo spojující Andorru se francouzským Foix byl otevřen v r. 1933. Přes zimu je obvykle neudržovaný a neprůjezdný. Do Španělska lze z Andorry dojet po silnici vedoucí údolím Gran Valira. Nejvyšším vrcholem Andorry je Coma Pedrosa (2 946 m), který se nalézá v hraničním hřebeni.

## Nejznámější vrcholy

### Hlavní vrcholy
- Pico de Aneto (3404 m)
- Posets (3375 m)
- Mont Perdu (3355 m)
- Pic Maudit (3350 m)
- Pic du Cylindre (3328 m)
- Pic de la Maladeta (3308 m)

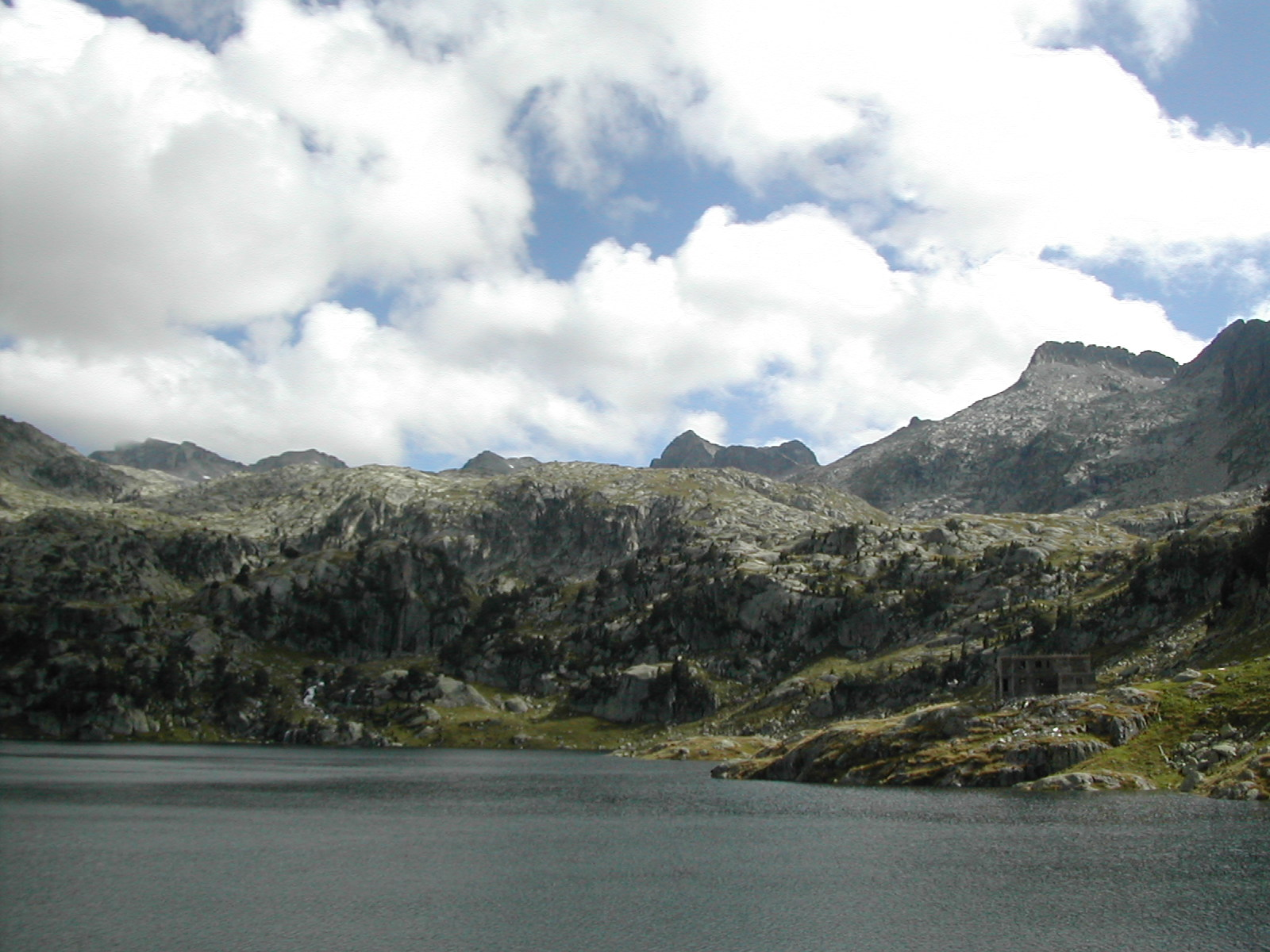
Lago Mayor de Colomers

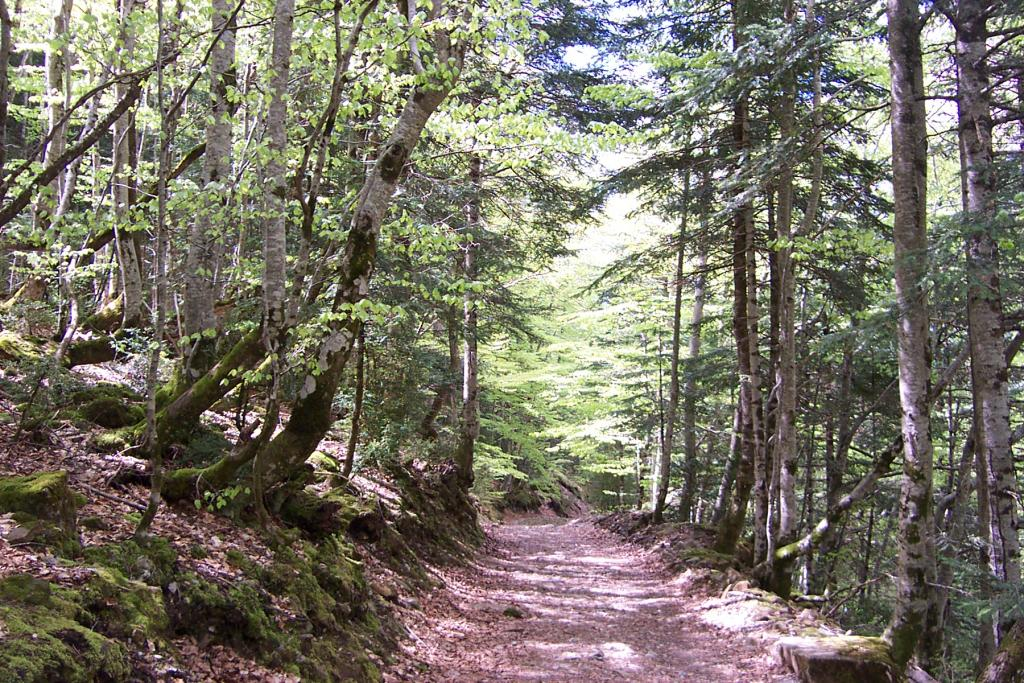
Z parku Ordesa

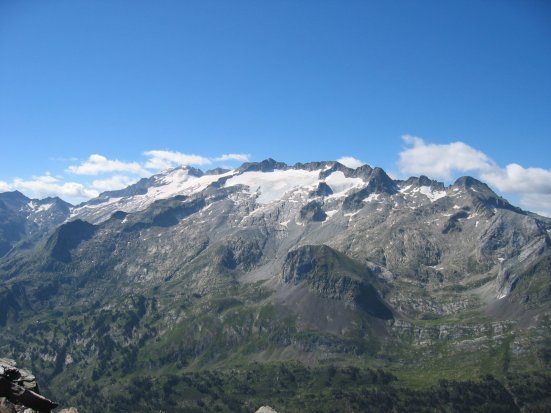
Pico de Aneto

- Vignemale (Pique longue) (3298 m)

### Další nad 3000m
- Pic du Clot de la Hount (3295 m)
- Pic du Marboré (3248 m)
- Pic de Cerbillona (3247 m)
- Pic de Perdiguére (3222 m)
- Pic de Montferrat (3220 m)
- Pic Long (3192 m)
- Pic Schrader (Grand Batchimale) (3177 m)
- Pic de Campbieil (3173 m)
- Pic Badet (3160 m)
- Pic du Balaïtous (3144 m)
- Pic du Taillon (3144 m)
- Pique d'Estats (3143 m)
- Punta del Sabre (3136 m)
- Pic de la Munia (3134 m)
- Pic des Gourgs Blancs (3129 m)
- Pic des Crabioules (3116 m)
- Pic de Maupas (3109 m)
- Pic Lézat (3107 m)
- Pic de Néouvielle (3091 m)
- Pic de Troumouse (3085 m)
- Pic de Montcalm (3077 m)
- Grand pic d' Astazou (3077 m)
- Epaule du Marboré (3073 m)
- Pic des Spijeoles (3066 m)
- Pic de Quayrat (3060 m)
- Pic des Trois Conseillers (3039 m)
- Turon de Néouvielle (3035 m)
- Pic de Batoua (3034 m)
- Petit Vignemale (3032 m)
- Tour du Marboré (3009 m)
- Casque du Marboré (3006 m)
- Grande Fache (3005 m)

### Hlavní vrcholy méně 3000m
- Coma Pedrosa (2946 m) – nejvyšší hora Andorry
- Pic de Comapedrosa (2942 m) – Andorra
- Pic Carlit (2921 m)
- Pic du Midi d'Ossau (2885 m)
- Pic du Midi de Bigorre (2876 m)
- Mont Valier (2838 m)
- Petit Pic du Midi d'Ossau (2812 m)
- Mont Canigou (2786 m)
- Pic d'Anie (2504 m)
- Grande Aiguille d'Ansabère (2376 m)
- Pic d'Orhy (2017 m)

## Národní parky
V Pyrenejích se nacházejí tři národní parky – dva ve Španělsku a jeden ve Francii. Je zde také mnoho přírodních rezervací a některé z nich jsou i v podhůří (Los Mallos de Riglos atd.). V parcích Ordesa y Monte Perdido a Sant Maurici je dokonce omezený denní počet návštěvníků.
- Parque Nacional de Ordesa y Monte Perdido je nejstarším ze všech pyrenejských parků. Je to vlastně kaňonovité údolí pod vrcholem Monte Perdido a jeho plocha je 15 068 ha. Stěny svírající kaňon jsou až 800 m vysoké. Národní park Ordesa je dostupný od jihu z vesnice Torla.
- Parque Natural de Aigüestortes i Estany De Sant Maurici je jezernatou oblastí o rozloze 105 km² a nachází se ve východní části centrálních Pyrenejí. K jeho vyhlášení došlo v r. 1955. Na severu tvoří hranici parku největší pyrenejské údolí Valle de Arán a jih vymezuje údolí Aneo. Několik desítek jezer leží v průměrné nadmořské výšce 1 500 – 2 000 m posazené mezi hory vyšší 3 000 m. Přístup z jihu je obtížný, je tedy vhodné postupovat po svých nebo či jeepem. Nejznámější jezero Sant Maurici je dostupné ze severovýchodu z obce Espot.
- Parc National des Pyrénées nalezneme ve francouzské části pohoří u měst Axpe, Bigorre, Aure a Ossau. Park byl vyhlášen v r. 1970 a rozkládá se na ploše 457 km² (šířka až 30 km, výška 800 – 3 000 m). Dřívější přírodní rezervace Ossau, Cauterets, Gavarnie a Neouvielle jsou dnes počítány jako součást parku. Ochranné pásmo předparku je 3 000 km². Zde je povolen pohyb bez výraznějších omezení. Od severu z Francie se do parku dostaneme nejlépe z měst Arrens, Lescun, Etsaut, Bious-de-Artigues, Gavarnie, Gerde a Aragnouet.